# Srdjan Nadazdin
Srdjan Aleksandr Nadazdin (Los Alamitos, 9 novembre 1989) è un pallavolista statunitense.
Gioca nel ruolo di schiacciatore nel Phoenix Ascension.

## Carriera

### Club
La carriera di Srdjan Nadazdin inizia nei tornei scolastici californiani, giocando per la Los Alamitos HS. Dopo il diploma gioca a livello universitario, partecipando alla NCAA Division I con la CSU Long Beach dal 2008 al 2012, saltando però la prima annata. 
Nella stagione 2012-13 firma il suo primo contratto professionistico in Francia, con lo Canteleu-Maromme, club impegnato in Ligue B che lascia nel gennaio 2013 per accasarsi col Gleisdorf, nella 1. Bundesliga austriaca. Nella stagione seguente gioca nella Elitserien svedese con il Tierp. Nel campionato 2014-15 approda in Finlandia, vestendo la maglia del LiigaSärkät, in Lentopallon Mestaruusliiga, mentre nel campionato successivo è in Spagna, dove prende parte alla Superliga Masculina de Voleibol col Cáceres. 
Nella stagione 2016-17 difende i colori dell'Ústí nad Labem, nella Extraliga ceca, dopo la quale torna in patria per disputare lo NVA Showcase 2017 e la NVA 2018, di cui viene eletto miglior schiacciatore, con l'Arizona Sizzle, in seguito rinominato Phoenix Ascension per la NVA 2019. 

### Nazionale
Nel 2008 gioca per la nazionale Under-21, vincendo la medaglia di bronzo al campionato nordamericano.

## Palmarès

### Nazionale (competizioni minori)
- Campionato nordamericano Under-21 2008

### Premi individuali
- 2019 - NVA: Miglior schiacciatore